# برنارد رایتسون
برنارد رایتسون (انگلیسی: Bernard Wrightson؛ زادهٔ ۲۵ ژوئن ۱۹۴۴) شیرجه‌رو اهل ایالات متحده آمریکا بود.
وی در مسابقات کشوری و بین‌المللی در مجموع برندهٔ ۲ مدال طلا شده‌است.